# إيغور ناسيمنتو سواريس
إيغور ناسيمنتو سواريس (بالبرتغالية: Igor Nascimento Soares‏) (3 أغسطس 1979 في البرازيل - ) هو لاعب كرة قدم برازيلي في مركز الدفاع. لعب مع أتلتيكو باراناينسي وبوتافوغو ريغاتاس ونادي جوفنتودي ونادي سبورت ريسيفه ونادي فلومينينسي ونادي بوتافوغو اس بي وGuaratinguetá Futebol ‏ ونادي ميراسول وناسيونال ساو باولو.

## وصلات خارجية
- إيغور ناسيمنتو سواريس على موقع قاعدة بيانات كرة القدم.إي يو (الإنجليزية)
- إيغور ناسيمنتو سواريس على موقع Soccerway.com (الإنجليزية)